# Іфтар

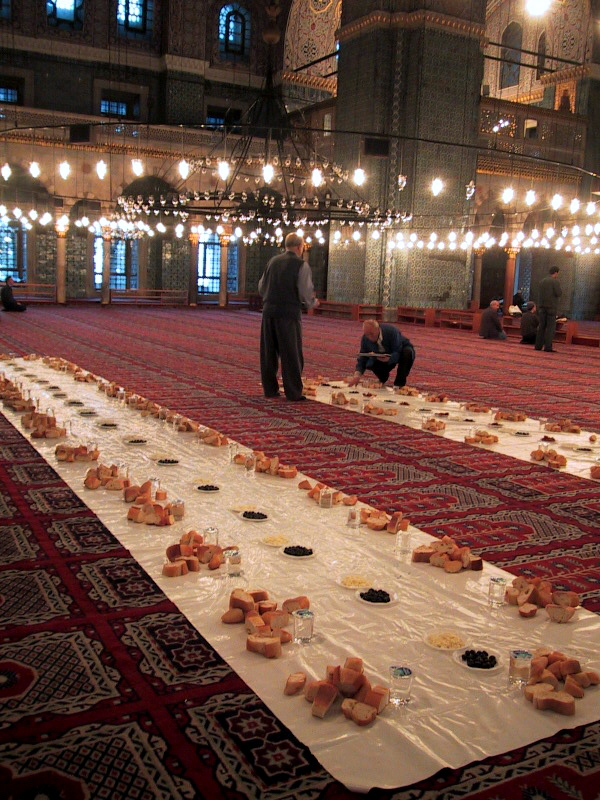
Іфтар у стамбульській мечеті

Іфта́р (араб. إفطار) — розговіння, вечірній приймання їжі під час місяця Рамадан. Проводиться після вечірньої молитви за місцевим часом.

## Порядок здійснення

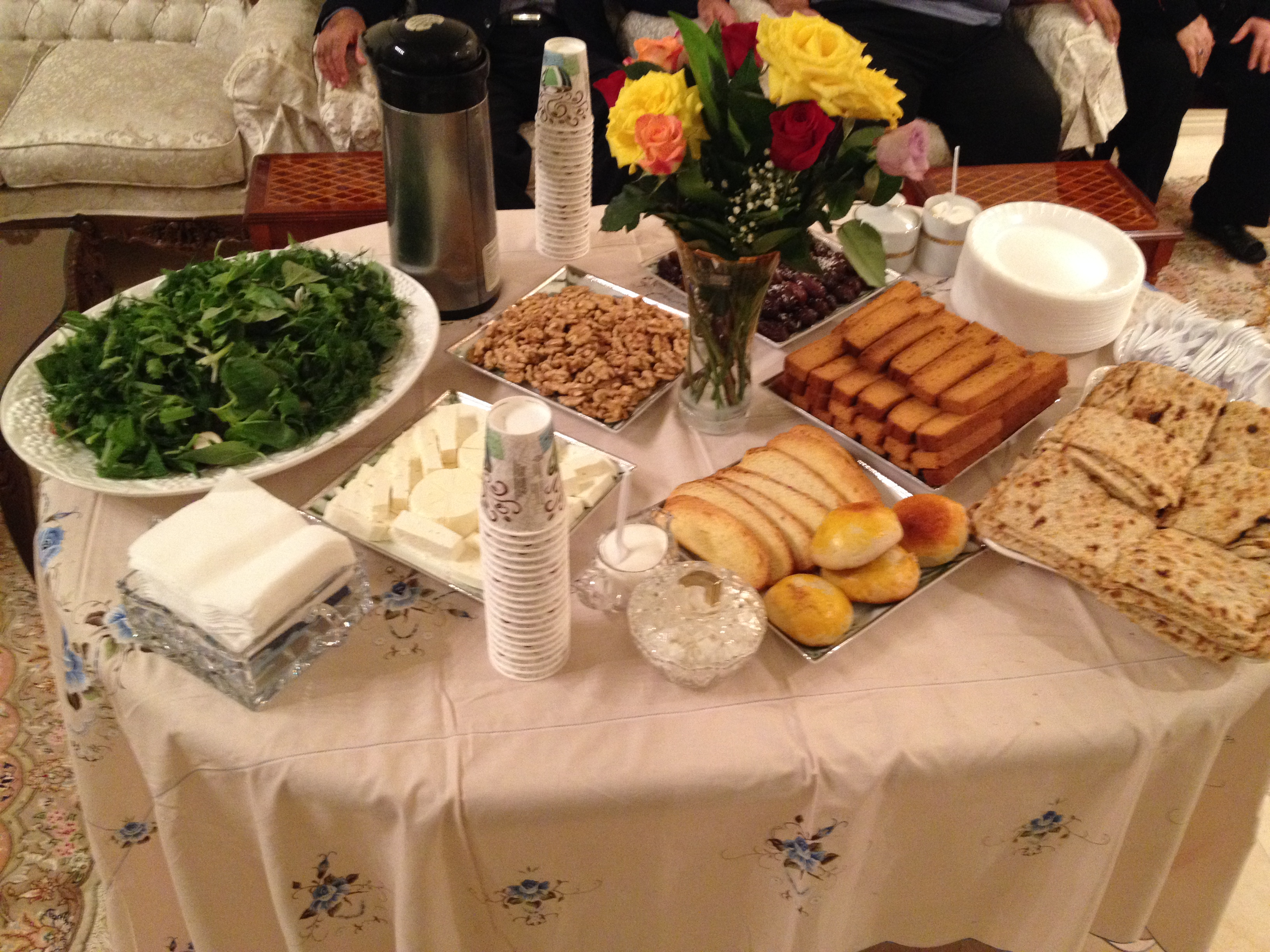
Приклад іранського столу іфтара. Обід буде подано пізніше.

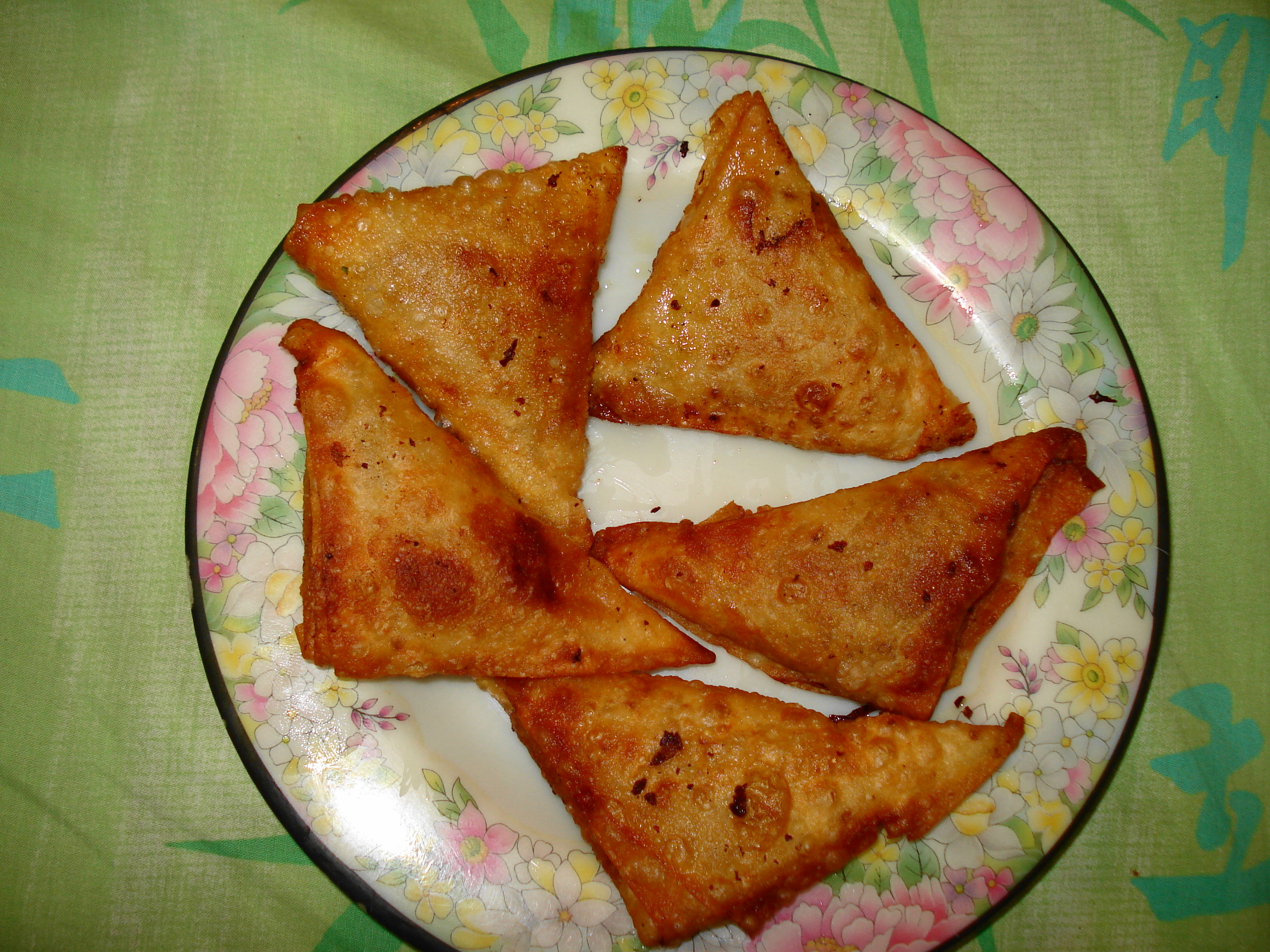
Самоси — звичайна закуска іфтара у Пакистані.

Іфтар починається одразу після заходу сонця. Його небажано відкладати на пізніше.
Розговлятися починають фініками або водою. Пророк Мухаммад сказав: «Коли хто-небудь з вас буде розговлятися, нехай розговляється фініками, а якщо не знайде фініки, хай розговляється водою, бо воістину вона очищає».
Після іфтара вимовляють такі молитви (дуа):
- Транскрипція: «Аллаахумма лякя сумту ва ‘аляя різкикя афтарту ва ‘аляйкя таваккяльту ва бікя аамант. Йа ваасі‘аль-фадлі-гфір лій. Аль-хамду ліл-ляяхіл-лязіі е‘аанані фа сумту ва разакані фа афтарт».

- Переклад: «О Господи, я постив для Тебе (заради Твого задоволення мною) і, використовуючи Твої блага, розговився. На Тебе сподіваюся й у Тебе вірю. Вибач мені, о Той, Чия милість безмежна. Хвала Всевишньому, Котрий допоміг мені поститися і нагодував мене, коли я розговлявся».[1]

- Транскрипція: «Аллаахумма лякя сумту ва бікя ааманту ва алейкя таваккяльту ва ‘аля різкикя афтарту. Фагфірлі яй гаффару ма каддамту ва ма аххарту».
- Переклад: «О Аллах (о Господи)! Заради Твого задоволення мною я постив, увірував у Тебе, поклався на Тебе і скоїв розговіння, використовуючи дари Твої. Вибач мені минулі і наступні гріхи, о Всепрощающий!»[неавторитетный джерело?[2]

Вечеря проводиться разом з родичами, сусідами, знайомими. Заможні родини запрошують гостей. Часто іфтар триває до світанку. Він супроводжується трансляцією на радіо та телебаченні молитов та проповідей.

## Іфтар як офіційний захід
Наприкінці ХХ століття мусульмани стали організовувати іфтар в різних країнах не тільки для мусульман. Вони використовують його для зміцнення зв'язків між представниками різних національностей, що проживають у країні, ознайомлення з життям мусульман, щоб підкреслити значущість Рамадану для мусульман.
Керівники держав та органи влади проводять вечері для мусульман. Так, 1996 року Президент США започаткував традицію святкування іфтару у Білому домі. Його також проводили мусульмани в Конгресі, Пентагоні і Державному департаменті у США. У червні 2017 року Посол США в Україні Марі Йованович в один із передостанніх вечорів Священного місяця Рамадан провела у дипломатичному представництві США іфтар для представників мусульманської спільноти України та послів з мусульманських країн.
7 квітня 2023 року Президент України Володимир Зеленський взяв участь в іфтарі разом з військовослужбовцями-мусульманами, представниками дипкорпусу та Меджлісу кримськотатарського народу. Він повідомив, що це стане початком нової традиції під час священного для мусульман місяця Рамадан.